# Hopi House

Rum en trappa upp

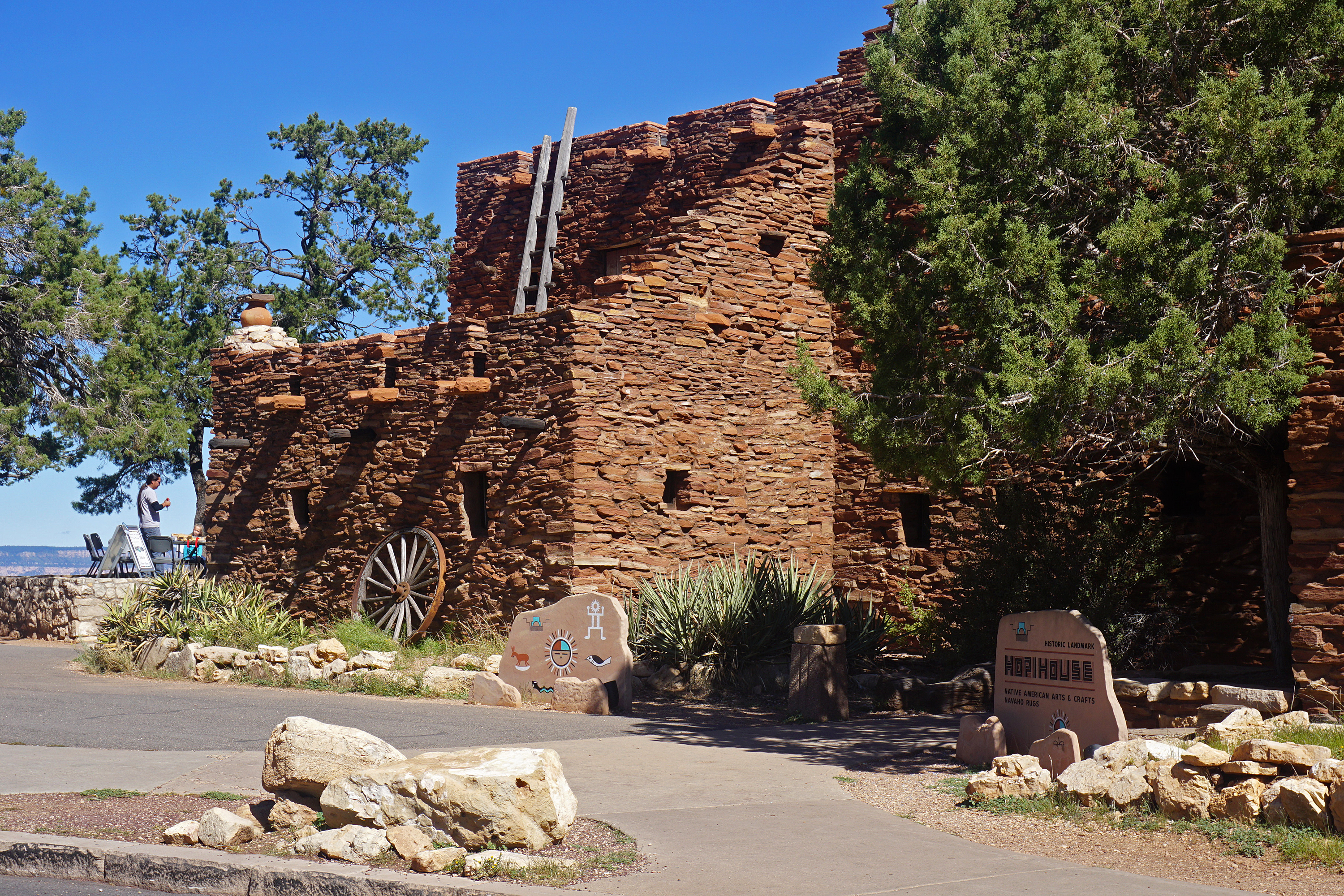
Framsidan av Hopi House

Hopi House är en byggnad i Grand Canyon Village i Arizona i USA. Den uppfördes 1904 och var den första av åtta byggnader i Grand Canyon som ritades av Mary Colter, tillsammans med Bright Angel Lodge, Hermit's Rest, Lookout Studio, Phantom Ranch, Desert View Watchtower, Colter Hall och Victor Hall. Hopi House uppfördes av Fred Harvey Company som en plats för försäljning av lokalt Hopi-konsthantverk och utformades för att efterlikna en traditionell hopi-pueblo. Hopi House ligger granne med El Tovar Hotel.
Mary Colter anlitades av Fred Harvey Company som arkitekt och inredningsarkitekt för flera byggnader. Hon planerade Hopi House som en sorts levande museum. Det uppfördes som en byggnad som också inrymde bostäder för hopiindianer som sysslade med tillverkning och försäljning av traditionellt konsthantverk. Utformningen baserades på hennes tolkning av hopibyggnaden i Oraibi i Arizona. 
Hopi House är en konstruktion i sandsten, uppbyggd i steg med byggnadskroppar i olika storlekar och olika utseende på fasaderna. Taken fungerar som terrasser på samma sätt som i en traditionell hopiby. Fönstren är få och smala och dörrinfattningarna likaså smala. De inre väggarna är putsade med adobe, medan taken består av klena trädstammar, grenar och gräs, täckta av lera. I rummens hörn finns eldstäder. Trapphallen upp till andra våningen är dekorerad med väggmålningar av en okänd hopikonstnär. På andra våningen finns en så kallad kiva, en plats för religiösa föremål. Det tredje våningsplanet utnyttjas för bostad för inrättningens tidigare föreståndare.
Hopi House ingår i byggnadsminnet Mary Jane Colter Buildings, ett National Historic Landmark som inrättades 1987.